# .li
‎.li‏ دامنه اینترنتی اختصاص داده شده به کشور لیختن‌اشتاین است.

## منبع
ویکی‌پدیای انگلیسی، نسخهٔ ۷ ژانویه ۲۰۰۷